# Popis poznatih konja
Od kad su konji pripitomljeni bili su obožavani zbog svoje inteligencije, brzine i snage. U staroj Grčkoj, prekrasan i izuzetno istrenirani konj bio je vrhunski statusni simbol kraljeva i vojskovođa.
- Aleksandar Veliki - Bucephalus
- Ulysses S. Grant - Cincinnati
- Arthur Wellesley, vojvoda od Wellingtona - Copenhagen
- Rikard I. Lavljeg Srca - Fauvel
- Kaligula - Incitatus
- Buffalo Bill - Isham
- Buda - Kanthaka
- Thomas Jonathan Jackson - Little Sorrel
- George Washington - Magnolia
- Napoleon Bonaparte - Marengo
- Robert E. Lee - Traveler
- General George Custer - Vic
- Rikard III. - White Surrey
- Don Quijote - Rocinanta